# Marc Hirschi
Marc Hirschi (Bern, 24 augustus 1998) is een Zwitsers wielrenner die sinds 2025 uitkomt voor Tudor Pro Cycling Team.

## Carrière

### Beginjaren en Sunweb
Na als junior verschillende wedstrijden te hebben gewonnen en tweemaal nationaal kampioen te zijn geworden won Hirschi in 2017 het bergklassement van de Triptyque des Monts et Châteaux. Later dat jaar werd hij nationaal kampioen tijdrijden voor beloften en won hij de Ronde van de Jura. Op het wereldkampioenschap werd hij achttiende in de tijdrit voor beloften en veertiende in de wegwedstrijd in diezelfde categorie.
Voor het seizoen 2018 maakte Hirschi de overstap naar Development Team Sunweb. In maart van dat jaar won hij de tweede etappe in de Istrian Spring Trophy.
Na het succesvolle seizoen 2020, maakte Team DSM op 5 januari 2021 bekend dat het contract met Hirschi was ontbonden. Niet veel later werd bekend dat Hirschi in het seizoen 2021 begon te rijden voor UAE Team Emirates.

### Zeges bij UAE
De start van het eerste seizoen bij zijn nieuwe ploeg was niet overtuigend. De Zwitser werd slechts 49e in de Ronde van Catalonië, 47e in de Ronde van het Baskenland en 35e in de Amstel Gold Race. Hirschi kon vervolgens zijn zege in de Waalse Pijl niet verdedigen, omdat er positieve Corona-testen waren binnen UAE Team Emirates. Ook in de Tour van dat jaar kon hij geen potten breken. Hij kwam niet verder dan een 60e plaats in de 11e etappe en werd uiteindelijk 98e in het eindklassement. Later in het jaar was hij enkel goed voor een etappezege in de Ronde van Luxemburg.
In zijn tweede jaar bij UAE Team Emirates zegevierde hij viermaal, alle zeges waren eendaagse wedstrijden. Naast drie Italiaanse wedstrijden zegevierde hij ook voor de eerste maal op eigen bodem. Hij was de sterkste in de 58e editie van de GP Kanton Aargau. In 2023 was hij al goed voor vijf zeges en won hij de eindklassementen van de Ronde van Hongarije en de Ronde van Luxemburg. Een van zijn zeges was het nationale kampioenschap op de weg, waar hij onder meer Antoine Debons achter zich liet. In het najaar van 2024 reeg hij de zeges aaneen. Te beginnen met een etappezege en het eind- en puntenklassement in de Ronde van Tsjechië. Na zijn zestiende plaats bij de wegwedstrijd op de Olympische Spelen won hij de vijf opeenvolgende wedstrijden waar hij aan deelnam. Van deze wedstrijden was er een op Spaanse bodem, een in Frankrijk en maar liefst drie in Italië. Al deze wedstrijden werden gereden in het tijdsverstek van één maand. Op de WK werd hij zesde in de wegwedstrijd, een week later won hij nog de Coppa Sabatini wat zijn totale aantal overwinningen in etappes en zeges in eindklassementen op 23 bracht.

### Nieuwe start bij Tudor
Na vier seizoenen bij de ploeg uit de Verenigde Arabische Emiraten te hebben gereden maakte hij voor 2025 de overstap naar het Zwitserse Tudor Pro Cycling Team. In 2025 was zijn eerste wedstrijddag van het jaar de Clàssica Comunitat Valenciana. In een zogeheten sprint-a-deux versloeg hij de Italiaan Christian Scaroni. Enkele dagen later eindigde Hirschi op een vijfde plek in de Trofeo Calvià, die werd gewonnen door land- en voormalig ploeggenoot Jan Christen.

## Baanwielrennen

### Palmares
| Jaar     | ZK            | EK       | WK         | Overig   |
| Junioren | Junioren      | Junioren | Junioren   | Junioren |
| -------- | ------------- | -------- | ---------- | -------- |
| 2016     |               |          | Ploegkoers |          |
| Elite    |               |          |            |          |
| 2016     | Ploegkoers    |          |            |          |
| 2017     | 5e Ploegkoers |          |            |          |

## Wegwielrennen

### Overwinningen
2015
 Zwitsers kampioen op de weg, Junioren
Eindklassement GP Général Patton
1e etappe GP Rüebliland
Eind- en jongerenklassement GP Rüebliland
2016
Eindklassement Tour du Pays de Vaud
 Zwitsers kampioen op de weg, Junioren
3e etappe GP Rüebliland
Puntenklassement GP Rüebliland
Trofeo Emilio Paganessi
2017
Bergklassement Triptyque des Monts et Châteaux
 Zwitsers kampioen tijdrijden, Beloften
Ronde van de Jura
2018
2e etappe Istrian Spring Trophy
Jongerenklassement Ronde van de Ain
2e etappe Grote Prijs Priessnitz spa
 Europees kampioen wielrennen op de weg, Beloften
3e etappe Ronde van de Elzas
 Wereldkampioen op de weg, Beloften
2019
Jongerenklassement Ronde van Duitsland
2020
12e etappe Ronde van Frankrijk
 Prijs van de strijdlust Ronde van Frankrijk
Waalse Pijl
2021
2e etappe Ronde van Luxemburg
2022
Per Sempre Alfredo
GP Kanton Aargau
Ronde van Toscane
Veneto Classic
2023
3e etappe Ronde van Hongarije
Eindklassement Ronde van Hongarije
Ronde van de Apennijnen
 Zwitsers kampioenschap wielrennen op de weg
Prueba Villafranca de Ordizia
Coppa Sabatini
Eind- en jongerenklassement Ronde van Luxemburg
2024
Faun Drome Classic
2e etappe Ronde van Tsjechië
Eind- en puntenklassement Ronde van Tsjechië
Clásica San Sebastián
Bretagne Classic
GP Industria & Artigianato-Larciano
Coppa Sabatini
Memorial Marco Pantani
Coppa Agostoni
2025
Clàssica Comunitat Valenciana

### Resultaten in voornaamste wedstrijden
| Jaar | Ronde van Italië | Ronde van Frankrijk | Ronde van Spanje |
| ---- | ---------------- | ------------------- | ---------------- |
| 2019 |                  |                     |                  |
| 2020 |                  | 54e (1)             |                  |
| 2021 |                  | 98e                 |                  |
| 2022 |                  | 126e                |                  |
| 2023 |                  |                     |                  |
| 2024 |                  |                     |                  |
| 2025 |                  | 78e                 |                  |

| Jaar | Milaan-San Remo | Ronde van Vlaanderen | Amstel Gold Race | Luik-Bast.‑Luik | Ronde van Lombardije | Waalse Pijl | Eschborn-Frankfurt | Clásica San Sebastián |  | WK op de weg |  | Wereldranglijsten |
| ---- | --------------- | -------------------- | ---------------- | --------------- | -------------------- | ----------- | ------------------ | --------------------- |  | ------------ |  | ----------------- |
| 2019 | 48e             |                      | 54e              | 51e             | opgave               |             |                    | ↑                     |  | 27e          |  | 93e (UWR)         |
| 2020 |                 |                      |                  | ↑               |                      | ↑           |                    |                       |  | ↑            |  | 10e (UWR)         |
| 2021 |                 |                      | 35e              | 6e              | 36e                  |             |                    |                       |  | opgave       |  | 67e (UWR)         |
| 2022 |                 |                      | 9e               | 9e              | 80e                  | 32e         |                    |                       |  |              |  | 60e (UWR)         |
| 2023 |                 |                      | 36e              | 10e             | 19e                  | 80e         | 4e                 | 13e                   |  | opgave       |  | 12e (UWR)         |
| 2024 | 112e            | opgave               | ↑                | 17e             | 44e                  | opgave      | 9e                 | ↑                     |  | 6e           |  | 6e (UWR)          |
| 2025 |                 |                      | 40e              | 45e             |                      | 49e         | 8e                 | 25e                   |  |              |  |                   |

#### Resultaten in kleinere rittenkoersen
| Jaar | Tour Down Under | Tirreno-Adriatico | Ronde van Catalonië | Ronde van het Baskenland | Ronde van Romandië | Critérium du Dauphiné | Ronde van Zwitserland | Renewi Tour | Ronde van Polen | Ronde van Guangxi |
| ---- | --------------- | ----------------- | ------------------- | ------------------------ | ------------------ | --------------------- | --------------------- | ----------- | --------------- | ----------------- |
| 2019 |                 |                   |                     | 41e                      |                    |                       | 51e                   | 5e          |                 |                   |
| 2020 |                 |                   |                     |                          |                    | 23e                   |                       |             |                 |                   |
| 2021 |                 |                   | 49e                 | 47e                      | 45e                |                       | 36e                   | 15e         |                 |                   |
| 2022 |                 |                   |                     | 21e                      |                    | opgave                |                       |             |                 |                   |
| 2023 | 11e             |                   |                     | 39e                      |                    |                       | opgave                | 6e          |                 |                   |
| 2024 |                 | 79e               |                     |                          |                    |                       | 90e                   |             |                 |                   |
| 2025 |                 | 23e               |                     | 62e                      |                    |                       | opgave                |             |                 |                   |

## Ploegen
- 2018 –  Development Team Sunweb
- 2019 –  Team Sunweb
- 2020 –  Team Sunweb
- 2021 –  UAE Team Emirates
- 2022 –  UAE Team Emirates
- 2023 –  UAE Team Emirates
- 2024 –  UAE Team Emirates
- 2025 –  Tudor Pro Cycling Team

Eekhoff · Gall · Heinschke · Hirschi · Kanter · Märkl · Mobach · Nieuwenhuis · Salmon · Stork · Tu · Vanoverberghe
Arndt · Bakelants ·  Bol · Curvers · Dumoulin · Fröhlinger · Haga · Hamilton · Hindley · Hirschi · Kämna · Kanter · Kelderman · A. Kragh Andersen · S. Kragh Andersen · Matthews · Nieuwenhuis · Oomen · Pedersen · Power · Roche · Storer · Stork · Tusveld · Vervaeke · Walscheid · Eekhoff (stagiair) · Kooistra (stagiair) · Salmon (stagiair)
Arensman (vanaf 1 juli) · Arndt · Benoot · Bol · Dainese · Denz · Donovan · Eekhoff · Gall · Haga · Hamilton · Hindley · Hirschi · Kanter · Kelderman · A. Kragh Andersen · S. Kragh Andersen · Matthews · Nieuwenhuis · Oomen · Pedersen · Power · Roche · Salmon · Storer · Stork · Sütterlin · Tusveld · Van Wilder · Vermaerke (stagiair)
Ardila · Ayuso (vanaf 15 juni) · Bjerg · Bystrøm · Conti · Costa · Covi · De la Cruz · Dombrowski · Fisher-Black (vanaf 14 juli) · Formolo · Gaviria · Gibbons · Hirschi · Kristoff · Laengen · Majka · Marcato · McNulty · Mirza · Molano · Muñoz · I. Oliveira · R. Oliveira · Pogačar · Polanc · Raboesjenka · Richeze · Trentin · Troia · Ulissi· Groß (stagiair)
Ackermann · Almeida · Ardila · Ayuso · Bennett · Bjerg · Brunel (tot 2/6) · Costa · Covi · Fisher-Black · Formolo · Gaviria · Gibbons · Groß · Hirschi · Hodeg · Laengen · Majka · McNulty · Mirza · Molano · I. Oliveira · R. Oliveira · Pogačar · Polanc · Richeze · Soler · Suter · Trentin · Troia · Ulissi · Andersen (stagiair) · Kluckers (stagiair) · Knight (stagiair)
Ackermann · Almeida · Ayuso · Bax · Bennett · Bjerg · Christen (vanaf 1/8) · Covi · Fisher-Black · Formolo · Gibbons · Groß · Großschartner · Hirschi · Hodeg · Laengen · Majka · McNulty · Molano · Novak · I. Oliveira · R. Oliveira · Pogačar · Polanc (tot 15/5) ·  Soler · Trentin · Ulissi · Vine · Vink · Wellens · Yates · Glivar (stagiair)
Almeida · Arrieta · Ayuso · Baroncini · Bax · Bjerg · Christen · Covi · del Toro · Fisher-Black · Großschartner · Hirschi · Hodeg · Laengen · Majka · McNulty · Molano · Morgado · Novak · I. Oliveira · R. Oliveira · Pogačar · Politt · Sivakov · Soler · Ulissi · Vine · Vink · Wellens · Yates